# Cidade Livre

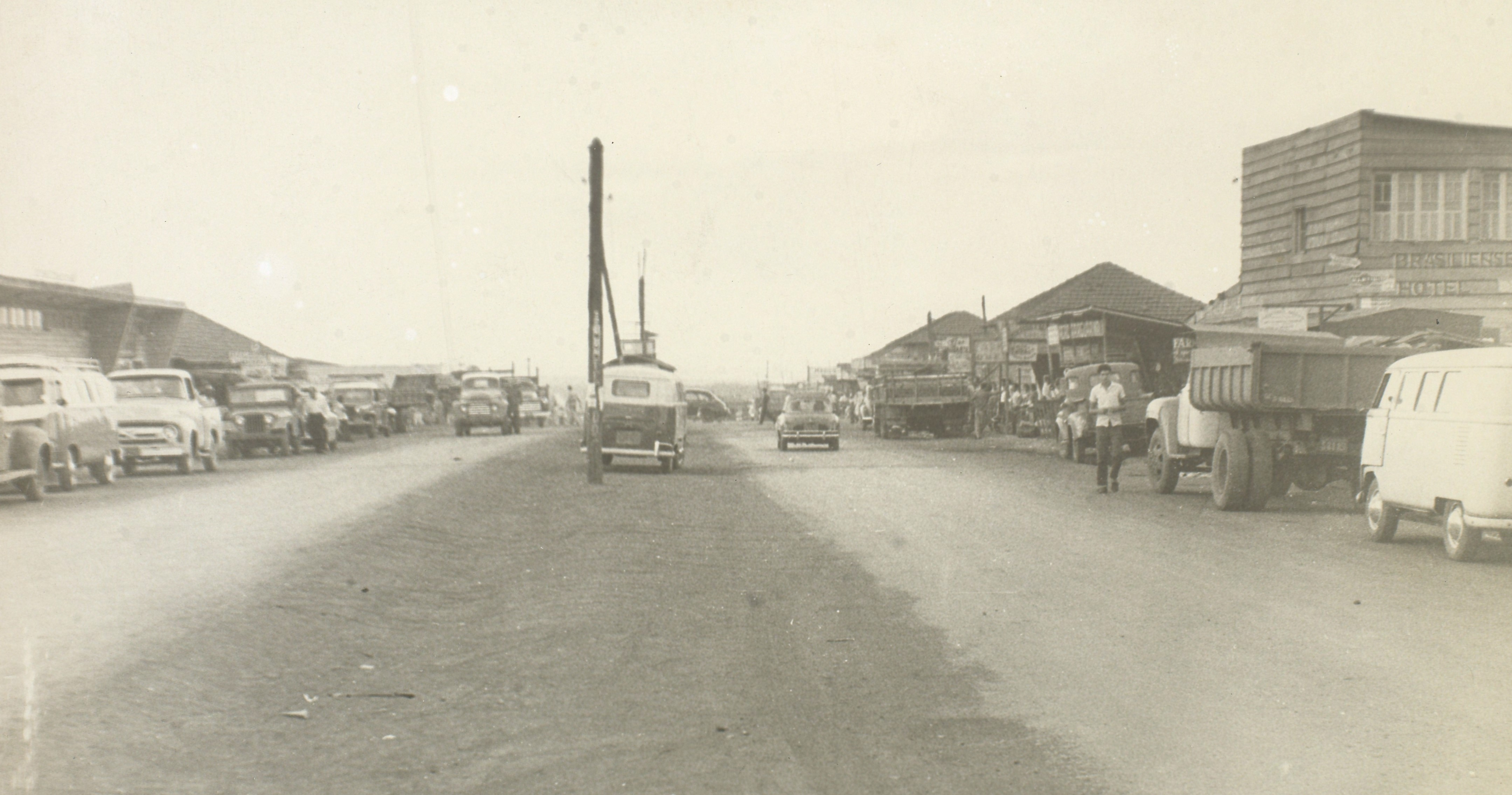
Av. Central da Cidade Livre na altura do nº 1115 próximo à Estação Rodoviária de Brasília

Cidade Livre foi a área criada durante a construção de Brasília para acolher os trabalhadores que chegavam com o objetivo de atuar na construção da nova capital. Ela foi idealizada por Bernardo Sayão e recebeu este nome por ser uma área livre de impostos (esse deveria ser o principal atrativo para comerciantes se instalarem no local).  A região era o núcleo populacional e comercial da capital, ambos provisórios. Em tempos atuais, compreende as regiões administrativas de Núcleo Bandeirante, parte do Parkway, Candangolândia, e do Riacho Fundo, no Distrito Federal.

## História
Os primeiros grupos de operários que chegaram para trabalhar na construção da nova capital se instalaram nos alojamentos coletivos da Companhia Urbanizadora da Nova Capital (Novacap), situada na região onde hoje está localizada a Candangolândia) ou em barracos de madeira, destinados a grupos familiares, conhecidos como “Lonalância”. Como o fluxo migratório nos meses iniciais de Brasília foi vertiginoso, essa estrutura não foi suficiente; rapidamente houve a necessidade de expansão da área habitada e a criação de uma rede de comércio para atender à demanda gerada pela comunidade que surgia.

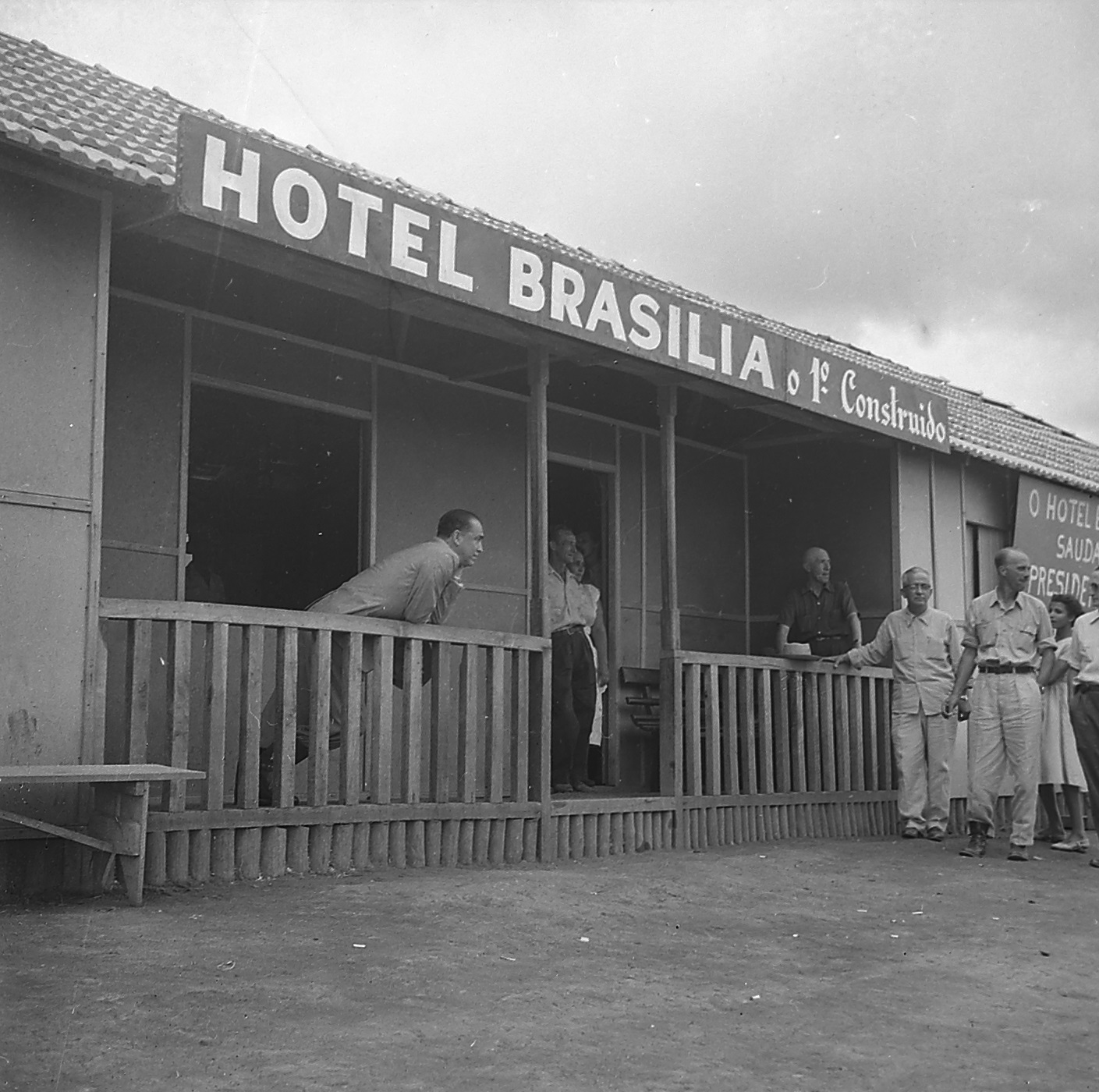
Presidente JK inspeciona a Cidade Livre e conhece o Hotel Brasília

Para suprir essas demandas, foi criado um núcleo de caráter provisório (o tempo máximo de permanência era de quatro anos, mesmo tempo previsto para conclusão das obras da nova capital). Os lotes seriam arrendados em comodato distribuídos pela Novacap e as construções teriam de ser em madeira. A estratégia deu certo e em dezembro de 1956 o próprio Sayão assentou o primeiro comércio: Restaurante Pellechia, de propriedade de Victor Pellechia. Além do restaurante, também se instalaram na região um hotel, duas padarias e um açougue; dali em diante, a expansão só cresceu e se fixou.
Em 08 de dezembro de 1956, o presidente Juscelino fez uma visita à Cidade Livre para conhecer a demarcação dos lotes, o traçado das ruas e avenidas. Na data, o presidente foi aclamado pela população local e descansou no Hotel Brasília, do pioneiro José Carlos Souza, à época prefeito em Rialma/GO e construtor do primeiro Hotel da Cidade Livre.

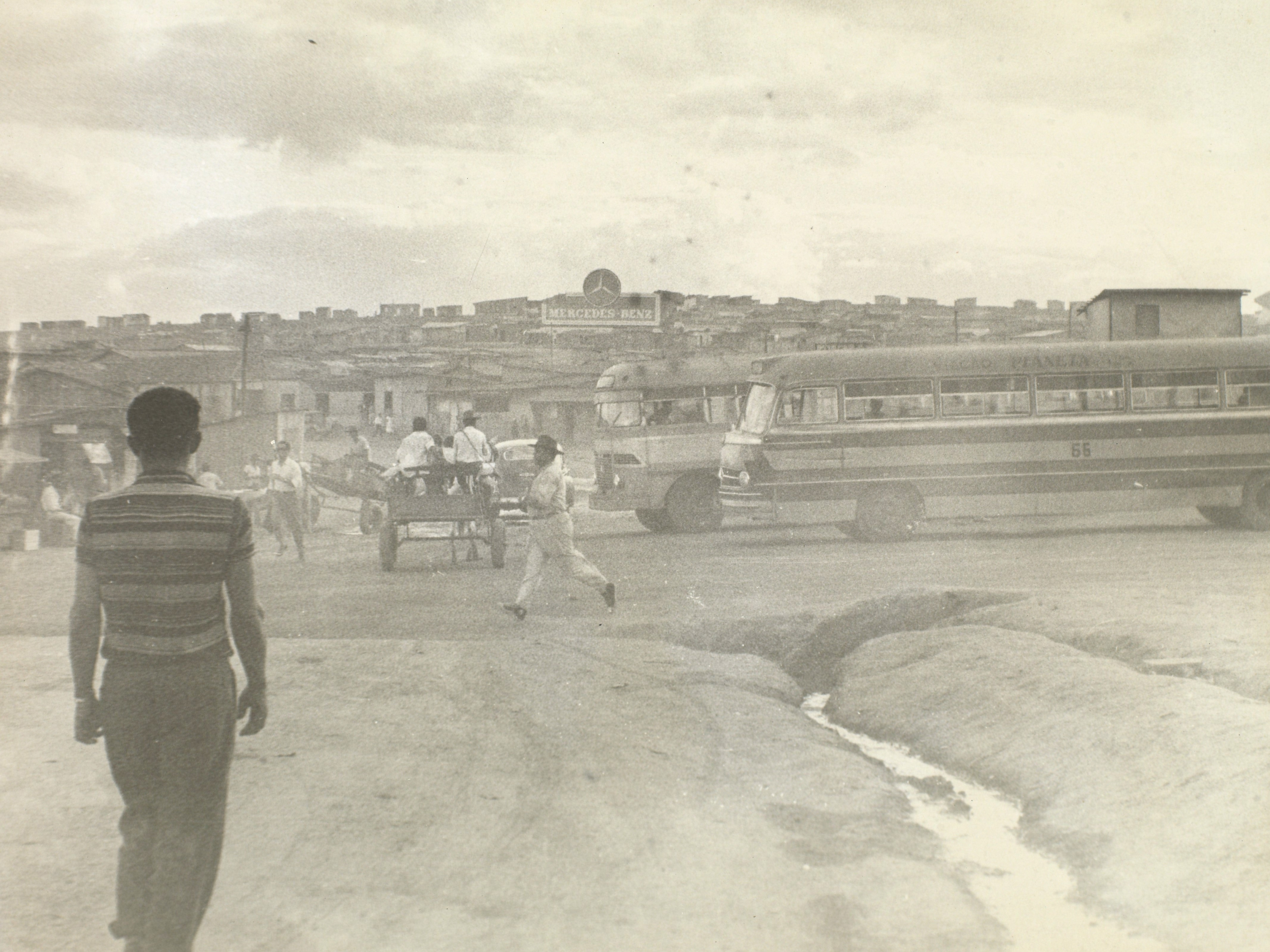
Cotidiano na Cidade Livre

Em Janeiro de 1957, já havia muito mais comércios na Cidade Livre, inclusive cinema; aliás, dois: um deles era um cine teatro, onde também eram realizadas as missas católicas aos domingos até que a igreja fosse construída. A estrutura da cidade partia de uma avenida central e mais três largas avenidas cortadas por ruas transversais e travessas. Ao longo das avenidas, instalaram-se comércios de secos e molhados, alfaiates, revendas de passagens aéreas, estação de ônibus, farmácias, clínicas médicas, lojas de seguros, concessionárias de carros, restaurantes, bares, lojas de turismo, hotéis e pensões (havia muitos desses estabelecimentos para recepcionar o grande contingente humano que chegava constantemente a Brasília). Essas pessoas eram chamadas de candangos. As firmas encarregadas da construção da nova capital também fixaram suas bases neste acampamento pioneiro. Do primeiro hotel em dezembro de 56 a julho de 1957 o cenário de terra vermelha da Cidade Livre já havia mudado bastante, pois já eram mais de 100 habitações/comércios edificados. O planalto naquele janeiro de 57 já contava com mais de 2500 habitantes, denotando o crescimento vertiginoso daquele período.
A Cidade Livre era uma mistura de cenário de velho oeste coberto de terra vermelha e construções de madeira com um mix de variados comércios e estrutura de cidade desenvolvida. Nada faltava ali: era um lugar de encontros e os moradores de todos os acampamentos e das mais variadas classes sociais vinham se divertir e comprar no comércio da região.
Para garantir a produção de alimentos, uma colônia de nipônicos veio especialmente convidada por JK para trabalhar a terra árida do cerrado Brasiliense a fim de produzir gêneros hortifrutigranjeiros, plantados e colhidos próximos ao local de consumo para serem ofertados ainda frescos e em quantidade farta. O polo de produção desses provimentos eram as granjas. A primeira delas foi a do vale do córrego da Vargem Bonita.

### O HJKO
O primeiro hospital da cidade, Hospital Juscelino Kubisteck de Oliveira – HJKO, foi construído numa região um pouco afastada da Cidade Livre, sentido da sede da Nova Cap. Ele foi criado para atender principalmente aos trabalhadores feridos no serviço de construção da capital e à comunidade local. A edificação era toda em madeira, concluída em apenas seis meses. A inauguração aconteceu em 6 de julho de 1956. A estrutura do hospital contava com aparelhos modernos para a época, com centro cirúrgico, enfermaria, posto de vacinação. Dentro de sua área, o complexo do HJKO possuía casas geminadas para a residência dos médicos, os alojamentos dos funcionários solteiros, o posto do Instituto de Aposentadorias e Pensões dos Industriários (IAPI) e um posto de vacinação para atendimento comunitário.
O movimento no HJKO sempre era intenso, visto que todos os servidores e operários precisavam fazer exame médico para serem admitidos ao serviço e as empresas não podiam contratar sem a apresentação da Carteira de Saúde. O elevado número de acidentes ocorridos nas obras motivou a instalação do setor ortopedia do hospital, tão logo o HJKO foi inaugurado.

### Os incêndios

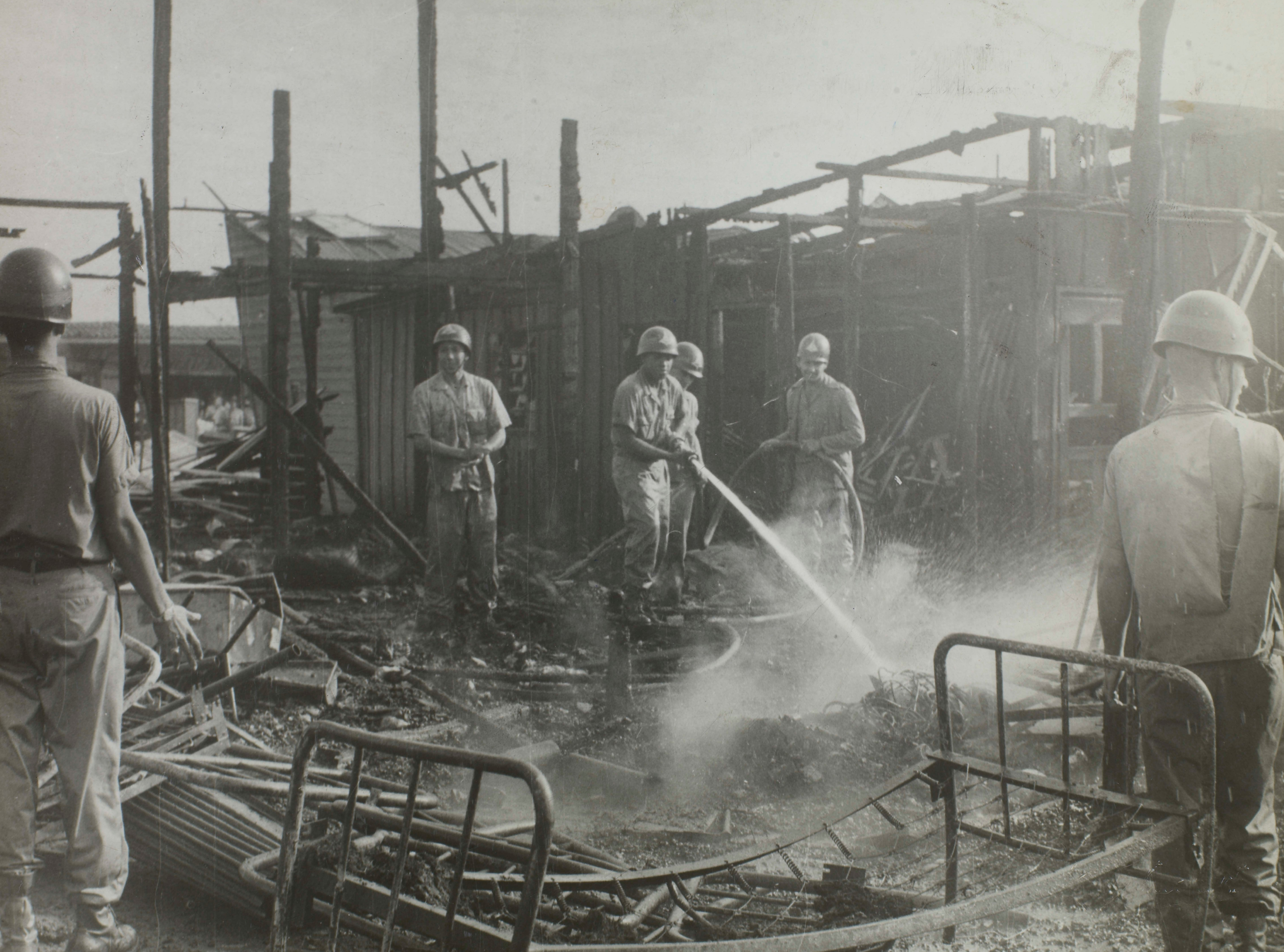
Bombeiros trabalhando num dos incêndios da Cidade Livre

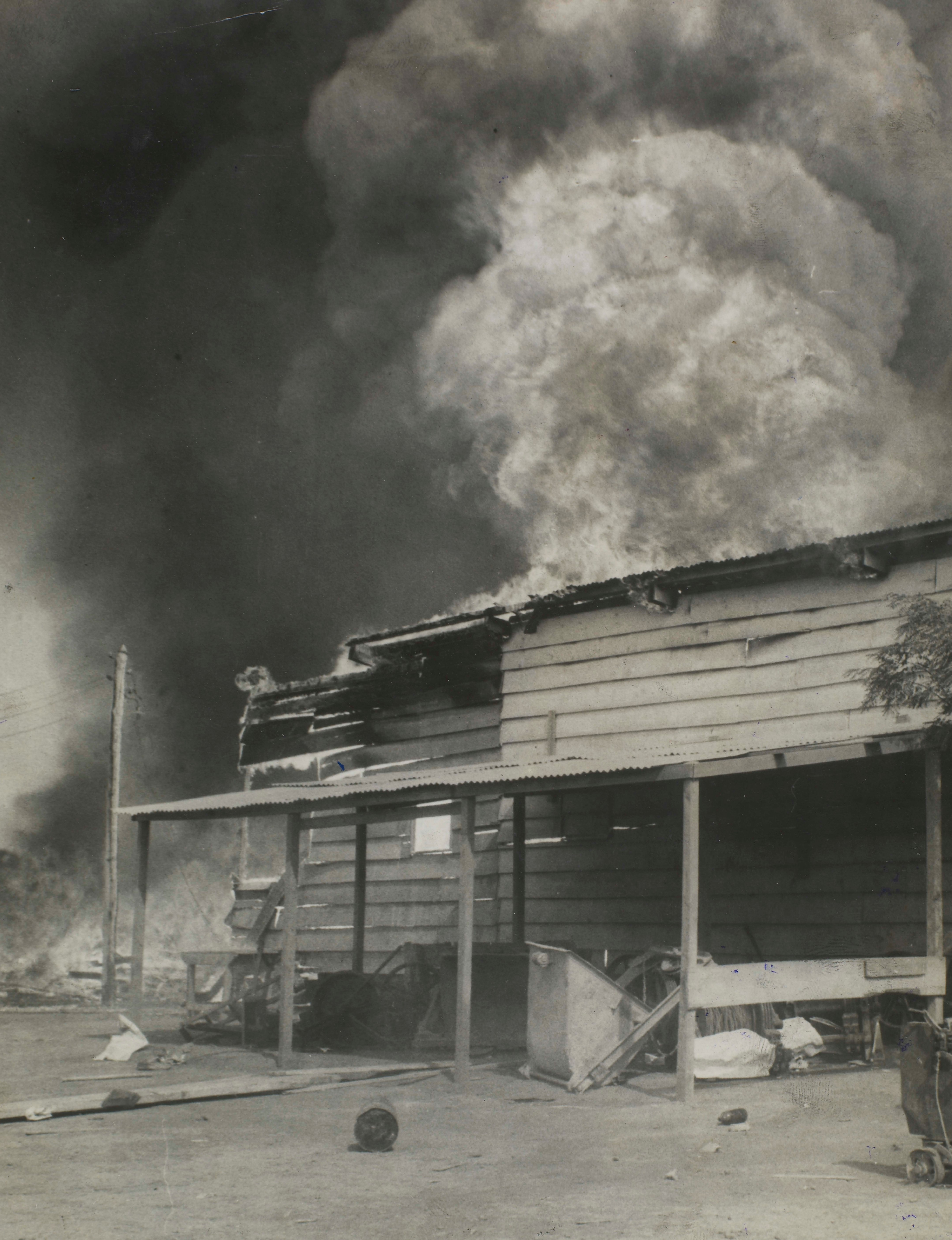
Incêndio nos barracos da Cidade Livre

Mesmo depois da inauguração, o núcleo pioneiro superava o Plano Piloto em número de habitantes. As pessoas que ali se estabeleceram tinham a expectativa social e afetiva de permanecer em Brasília. Eles não desejavam retornar a seus locais de origem (como previsto no plano inicial). Assim, considerando a fragilidade da madeira, as condições precárias de utilização das moradias (muitas ainda tinham fogão à lenha),  o clima quente seco do DF e a proximidade entre elas, era fácil supor o surgimento de incêndios.
No entanto, a polícia suspeitava que a população iniciava o fogo propositalmente, pois tinham o interesse em permanecer na região. As investigações nos casos dos incêndios sucessivos apontavam, sem concluir, para este caminho, visto que o governo doava casas de alvenaria para as famílias atingidas pelo incidente na mesma localidade em que possuíam as casas de madeira.

### A criação do Núcleo Bandeirante
Nesse contexto, a Cidade Livre deixou de existir formalmente após a inauguração de Brasília. O presidente João Goulart sancionou a Lei Federal nº 4020/1961, determinando o valor do crédito especial para as despesas da instalação e a formalização do nome Núcleo Bandeirante. O Núcleo Bandeirante foi a única região administrativa do Distrito Federal a ser instituída por Lei Federal.